# جواز سفر بريطاني (جزر توركس وكايكوس)
جواز سفر جزر توركس وكايكوس هو جواز سفر بريطاني يصدر لمواطني جزر توركس وكايكوس بإعتبار الجزر إقليم من أقاليم ما وراء البحار البريطانية .
ويمكن لحاملي جواز سفر جزر تركس وكايكوس دخول الولايات المتحدة لعمل قصير أو للسياحة من خلال التأشيرة.